# Gottfried Heinrich Elend

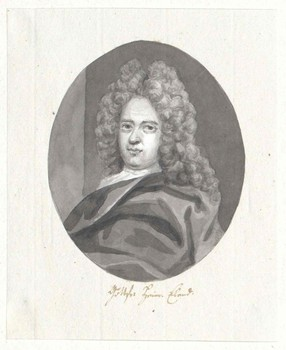
Gottfried Heinrich Elend

Gottfried Heinrich Elend, später von El(l)en(d)sheim, (* 1. Februar 1706 in Halberstadt; † 17. März 1771 in Kiel) war ein deutscher Jurist, Hochschullehrer und hoher Regierungsbeamter.

## Leben und Wirken
Gottfried Heinrich Elend war ein Sohn des Hannoveraner Gymnasialdirektors Johann Balthasar Elend († 1739) und dessen Ehefrau Henriette Catharine Sophie, geborene Maschou oder Mascau (begraben am 23. Oktober 1738). Nach der Taufe an St. Martini lebte er zunächst in Halberstadt und ab 1717 in Hannover. 
1725 begann Elend in Helmstedt ein Studium der Rechte, das er 1728 an der Universität Halle fortsetzte. 1729 unternahm er als Begleiter eine Reise nach Holland und Belgien. 1732 wechselte er mit einem jungen Adligen an die Universität Kiel, wo er 1734 zum Dr. jur. (U.J.D) promoviert wurde und als Privatdozent und Advokat arbeitete. 1735 verfasste er vermutlich unter dem Pseudonym Marcus Ehrensold „Patriotische Gedanken von der Notwendigkeit eines über die adeligen Güter in den Fürstentümern Schleswig- und Holstein anzuordnenden Schuld- und Pfandprotokolls“.
Von 1738 bis 1745 lehrte Elend als außerordentlicher Professor. 1743 wurde er Kanzleirat, 1744 Justizrat, 1744 Justizrat. Von 1744 bis 1748 übernahm er das Amt des Syndikus des Lübecker Donmkapitels. 1746 wurde er Oberprocureur (Obersachwalter) von Holstein und trat am 30. Dezember 1746 in das Geheime Regierung-Conseil ein. Am 24. Dezember 1748 wurde er zum Geheimen Legationsrat ernannt und am 15. September 1749 geadelt. Sein Titel lautete „von Elensheim“, er selbst bezeichnete sich als „Gottfried Hinrich von Ellendsheim“.
Als Adliger führte von Elensheim ein Wappen, das einen gespaltenen rot-goldenen Schild zeigte, auf dem ein Elen zu sehen war. Er gehörte der Untersuchungskommission an, die gegen die Brüder Westphalen ermittelte und beteiligte sich an der Amtsenthebung Ernst Joachim Westphals. Er verlor seine Ämter aufgrund mutmaßlicher Staats- und weiterer Verbrechen, für die jedoch keine Beweise vorlagen. Auf ein Reskript vom 9. und 20. Dezember 1755 aus Petersburg folgte im Januar 1756 seine Entlassung und Verhaftung und die Wiedereinsetzung Westphalens in die Ämter, die er zuvor innegehabt hatte.
Von Elenheim verbrachte die Haftzeit gemeinsam mit Professor Johann Wilhelm Gadendam im Kieler Schloss. Die Anklage im Juli 1756 führte zu einem jahrelangen Inquisitionsprozess. Von Elenheim verließ das Gefängnis am 18. Januar 1763 gegen Zahlung einer Kaution. Katharina II. erließ Ende 1764 einen Freispruch und sagte, dass der Prozess „nichtig und unbegründet“ gewesen sei. Gleichzeitig ernannte sie den Adligen zum „Konferenzrat und vorsitzenden ersten Rat unserer Rentenkammer“. Aufgrund der langen Haftzeit und währenddessen „ausgestandener Drangsale“ sagte sie ihm „allerhöchste Gnade und Protektion“ zu.
1765 bekam von Elenheim den St.-Annen-Orden verliehen. 1766 wurde er zum Landrat ernannt, 1768 gehörte er dem wirklichen Geheimrat Rat an. Er hatte jedoch zunächst kein Stimmrecht und keinen Sitz im Conseil, in dem er ein Jahr später ständiges Mitglied wurde. Außerdem amtierte er als Präsident eines neu eingerichteten General-Landes- und Oeconomie-Verbesserungs-Directoriums. Er gehörte dem Landgericht und dem Curatel-Collegium der Universität Kiel an und übernahm den Vorsitz der Setzungs-, Landausteilungs- und Vermessungs-Commission. 1769 wurde er Amtmann des neuen Amtes Kronshagen. Am 7. April 1770 (Matrikel-Nr. 730) wurde er mit dem Beinamen Hephaestion zum Mitglied der Leopoldina gewählt.

## Familie
Gottfried Heinrich Elend war verheiratet mit Anna Elisabeth Augusta Müller, die spätestens am 27. November 1766 in Kiel starb und in Bordesholm begraben wurde. Das Ehepaar hatte die Tochter Henriette Friederica Elend, die die Kieler Wohlfahrtseinrichtung Kieler Stadtkloster gründete.